# Núbia

A região da Núbia Hoje

Núbia é a região situada no vale do rio Nilo que atualmente é partilhada pelo Egito e pelo Sudão. Na antiguidade, desenvolveu-se na mais antiga civilização da África, baseada na sociedade do Alto Egito. Napata, antes de ser a capital da Núbia (independente da sua metrópole colonial egípcia), era uma mera colônia egípcia ao sul de Assuã, anexada durante o Médio Império.
Apresentando vestígios de ocupação humana datados em cerca de 7000 a.C., os núbios inicialmente viviam da caça e da coleta, porém, com o assentamento e posterior criação de ovelhas, cabras e bois, por volta de 4000 a.C., se deu origem ao Reino de Cuxe, que existiu entre o III milênio a.C. e o século IV d.C.. Este reino foi então dominado pelo Reino de Axum e, a princípio, os núbios formaram novos pequenos estados fora da região ocupada. Um deles, Macúria tornou-se preponderante na região, assinando um pacto com o Egito islâmico para conservar a sua religião cristã (copta), que foi mantida até ao século XIV, quando foi finalmente submetida aos árabes dominantes, mais precisamente pelos Turcos Mamelucos, por volta de 1315. Eles impuseram sua religião muçulmana e colocaram no poder um príncipe Núbio convertido ao Islã.
No entanto, a parte sul conservou-se independente, como o Reino de Senar, até ao século XIX, quando o Reino Unido ocupou a região. Com a independência dos atuais estados africanos, os núbios ficaram divididos entre o Egito e o Sudão. Nesta região, na grande curva do Nilo, na parte sudanesa, encontram-se as ruínas das cidades de Napata, perto do monte Jebel Barcal, e Meroé que foram inscritos pela Organização das Nações Unidas para a Educação, a Ciência e a Cultura (UNESCO), em 2003, na lista do Património Mundial.

## História
Na época do Egito faraônico, a Núbia era uma região que separava esse país da África subsaariana. Atualmente, seu território se encontra dividido entre o Egito e o Sudão. Núbia é uma antiga região no nordeste da África, situada ao longo do rio Nilo, desde a primeira catarata até as proximidades de Cartum, no atual Sudão. Além do vale do Nilo, incluía as áreas desérticas a leste até o mar Vermelho e a oeste até o deserto da Líbia.
Habitada por povos nilóticos negros, a Núbia constituiu ao longo de milênios um ponto de encontro entre as civilizações egípcias - e, por conseguinte, o mundo mediterrâneo - e os povos negros da África. Cercada, porém, pelo deserto, num trecho mais estreito do vale, jamais apresentou produção agrícola e população comparáveis às do baixo Nilo. Por volta de 3 100 a.C., a I dinastia se apoderou de parte da Núbia, que passou a abastecer o império de ouro, pedras preciosas e diorito. A partir de então, a história da Núbia permaneceu ligada à do Egito, algumas vezes sob o poder dos faraós, outras na forma de um ou vários reinos independentes.
Por volta de 2 000 a.C., surgiu na região o reino de Cuxe, cujos governantes adotaram a cultura egípcia. O rei Xabaca conquistou todo o Egito entre 713 e 712 a.C. e transferiu sua capital para Mênfis, onde fundou a XXV dinastia. A invasão assíria separou mais uma vez o Egito da Núbia, que conservou sua independência. Meroé tornou-se capital do reino de Cuxe no início do século VI a.C. Durante nove séculos, a Núbia permaneceu isolada até que, no século IV da era cristã, após a destruição de Meroé, os nabateus se estabeleceram na região e, por volta do ano 540, se converteram ao cristianismo. Embora a partir do século VII o país tenha sido obrigado a pagar tributo aos novos governantes muçulmanos do Egito, permaneceu independente e fiel ao cristianismo até o século XIV, quando sucumbiu ante os exércitos mamelucos.
Durante seis séculos o Egito Muçulmano e a Núbia cristã viveram em uma espécie de harmonia, apesar dos ocasionais ataques de pequena escala e represálias, essa harmonia criada em um acordo silencioso era respeitada por causa do comércio que circulava entre os reinos, criando assim uma relação de boa vizinhança. Mas esse período de paz durou pouco pois em meados do século XIII, o Egito dos mamelucos com um tratado com Xacanda investiram em uma abordagem que reduziu o Reino da Núbia para condições de reino vassalo. "Os núbios que não se decidissem a abraçar o Islã, deveriam pagar um imposto anual per capita (a jizia). Os nômades árabes que se refugiassem na Núbia seriam extraditados".
No norte da Núbia existem ruínas de monumentos antigos, alguns dos quais correram o perigo de desaparecer com a construção da represa de Assuã. Uma campanha internacional permitiu salvar os dois templos situados em Abul-Simbel, transferidos para outro local nas proximidades.

## Escrita
Os núbios também desenvolveram um modelo de escrita próprio, utilizando-se de hieróglifos, chamada de escrita meroítica, uma vez que foi desenvolvida pelos habitantes da cidade de Meroé.
Nesse tipo de escrita há a presença de vinte e três sinais usados para representar consoantes, vogais e sílabas, onde grupos de dois pontos são geralmente utilizados para separar duas palavras. Apesar da escrita meroítica ainda não ter sido decifrada, os pesquisadores classificam desde 1909 esses escritos por tipos, de forma a chegar a um entendimento acerca do significado dos mesmos. 

## Religião
Apesar da anexação egípcia, os núbios também tinham uma religião própria, onde adoravam, tal como os egípcios, seres antropomórficos, dentre eles Apedemek, um deus da guerra. Ele era apresentado com duas formas: ou em um corpo humano com cabeça de leão e quatro braços, ou peito e braços humanos, cabeça de leão e o resto do corpo na forma de uma serpente.
Os núbios acreditavam no poder sacerdotal de interpretação da vontade dos deuses e cabia a eles, por exemplo, enviar mensagens dos reis núbios determinando o fim de seu reinado. Nesse caso, o rei era obrigado a suicidar-se juntamente com todos os altos funcionários que o auxiliavam. Após a morte do rei, o poder passava para seus irmãos, do mais velho para o mais novo. Quando todos os irmãos morriam, o poder era entregue ao filho mais velho do primeiro irmão que fora rei e assim, a sequência recomeçava. O objetivo desse modelo era garantir que o rei fosse uma pessoa mais velha e, consequentemente, mais experiente.

## Mineração
Os núbios dominavam todas as fases dos processos metalúrgicos, desenvolvendo técnicas avançadas de extração de minérios e fundição em fornos de alta temperatura. Para a construção desses fornos, eles utilizavam barro extraído das margens do Rio Nilo, utilizando-se de lenha como combustível para abastecimento desses fornos.
Depois de fundidos, os metais eram utilizados das mais variadas formas, como fabricação de ferramentas de trabalho e armas para o caso do ferro e confecção de joias e outros adornos para o ouro. Os núbios também era grandes extratores de rochas ornamentais, dentre elas o diorito, que era utilizado nas construções e na confecção de estatuetas. Eles se utilizavam de poços para obter a água necessária para a separação desses minérios. 

## Turismo
Atualmente, uma localidade do Povo Núbio, denominada Vila Núbia, pode ser visitada por turistas, sendo mais conhecida por suas casas coloridas e forte comércio de produtos voltados ao turismo.
A Vila Núbia está localizada cerca de 5 quilômetros ao sul de Aswan, na margem oeste do Rio Nilo, e a forma mais fácil de chegar lá, a partir de Aswan, é de barco.
Entre os atrativos da vila, estão a tradicional arquitetura Núbia, caracterizada sobretudo pelo tetos em formato de cúpula, que ajudam a manter o ambiente interno fresco, e pelas cores vibrantes e desenhos nas fachadas das casas.
Também se destaca como um atrativo da Vila Núbia a interação com Crocodilos-do-nilo, que vivem em cativeiro no local, e podem inclusive ser tocados e segurados nas mãos pelos turistas. Essa utilização dos animais selvagens para uma atividade turística tem causado desconforto em entidades que defendem os diretos dos animais, pois há relatos sobre crocodilos que passam o dia com a boca amarrada e deceparam a própria língua tentando escapar dos maus-tratos.

Mesmo com as contradições e polêmicas, a Vila Núbia é um dos lugares mais visitados do sul do Egito, principalmente por turistas que realizam cruzeiros em navios pelo Rio Nilo.
| Imagem: Monumentos Núbios de Abul-Simbel a Filas | Alguns monumentos da Núbia estão incluídos no sítio "Monumentos Núbios de Abul-Simbel a Filas", Património Mundial da UNESCO. |  |